# レアル (企業)
株式会社レアル（REAL）は、日本の芸能事務所である。
マネージメント事業を中心として番組やCMを製作する映像事業、舞台の演劇をプロデュースする公演事業を複合的に展開する総合エンターテインメント企業。

## 所属者
タレント
・椿朋海
・辛島菜摘　※業務提携
・ミッキー山下
・瓜田来依　※業務提携
・トリ・テレスウィーク
・伊藤香苗
・岡本滉祐
・久保田光
・古井歩
・松本昇馬
・直美奈々緒
・當山翼
・峯尾愛
・宝⽣ 法⼦
・よしの まどか
ヘアメイク
・山田久美子